# Kolu (Kose)
Kolu – wieś w Estonii, w prowincji Harju, w gminie Kose.